# Ребольедо де Палафокс, Луис
Луис Ребольедо де Палафокс-и-Мельси, маркиз Ласан (2 июня 1772, Сарагоса — 28 декабря 1843, Мадрид) — испанский аристократ, политик и военный, сторонник абсолютизма.
Старший сын Хуана Фелипе Ребольедо де Палафокса, 2-го маркиза де Ласан (от которого Луис унаследовал титул) и Паулы Мельси де Эрил. Брат руководителя и героя обороне Сарагосы Хосе Ребольедо де Палафокса (приверженца противоположной политической тенденции) и Фернандо Ребольедо де Палафокса.
Учился у Базилио Богьеро, монаха-пиариста из Сарагосы.
Во время Пиренейских войн вместе с братом принимал участие в обороне Сарагосы, а в 1809 году участвовал в походе в Каталонию.
После реставрации абсолютизма Луис Палафокс стал доверенным лицом короля Фердинанда VII и проводил гонения на либералов. 27 сентября 1815 года он заменил своего брата на посту генерал-капитана Арагона. Во время революции 1820 года военное и народное восстание заставило его принять Конституцию; однако в декабре того же года он ушёл в отставку, передав пост революционеру Риеге. После окончания «Либерального трёхлетия» и начала так называемого «Зловещего десятилетия» он вернулся, чтобы снова занять заметную государственную должность, на этот раз смотрителя Имперского канала Арагона, но после смены правительства (1833) вышел в отставку провёл остаток своей жизни в Мадриде.